# Woëvre
La Woëvre (prononcé traditionnellement [wa:vʁ], mais parfois aussi [vwa:vʁ] et même [vwɛ:vʁ]) est une région naturelle du Nord-Est de la France, située dans la région Lorraine, essentiellement dans le département de la Meuse et pour une plus faible partie en Meurthe-et-Moselle voire dans le département des Vosges.

## Géographie

### Localisation

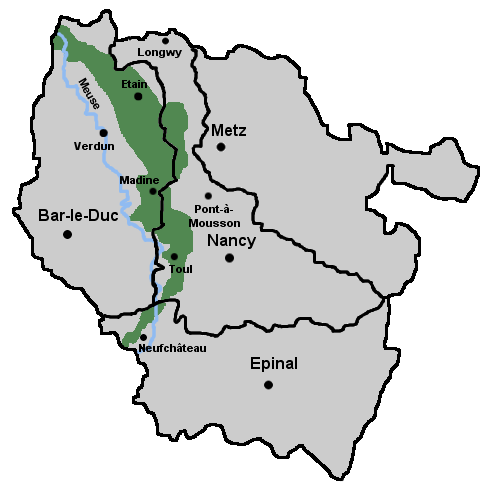
La Woëvre, en vert, sur une carte de Lorraine.

La Woëvre s'étend au pied des côtes de Meuse qui se trouvent sur la rive droite de la Meuse. Elle va globalement de la vallée de la Chiers, au nord, jusqu'à la Moselle au niveau de la ville de Toul, au sud. Elle englobe le lac de Madine et la partie ouest du parc naturel régional de Lorraine. Le village de Roncourt fut dénommé au XVIIIe siècle « Roncourt en Woivre » ce qui laisse présumer un territoire plus vaste que celui supposé jusqu'à présent.
Parmi les communes comprises au sein de la Woëvre, nombreuses sont celles qui y ont ajouté son nom : Wadonville-en-Woëvre, Fresnes-en-Woëvre, Latour-en-Woëvre, Marchéville-en-Woëvre, Saint-Hilaire-en-Woëvre, Manoncourt-en-Woëvre, Beney-en-Woëvre, Boinville-en-Woëvre, Grimaucourt-en-Woëvre, Herméville-en-Woëvre, Jonville-en-Woëvre, Rouvres-en-Woëvre, Rupt-en-Woëvre, Ville-en-Woëvre, Saint-Benoît-en-Woëvre, Lamarche-en-Woëvre, Bonzée-en-Woëvre, Saulx-en-Woëvre, Broussey-en-Woëvre, Savonnières-en-Woëvre. On peut également observer ce phénomène dans les structures intercommunales, telles que la communauté de communes de la Petite Woëvre.
La Woëvre donne aussi son nom à la forêt domaniale de Woëvre en partie sur le territoire de la commune de Mouzay.

### Géographie physique
Située à une altitude moyenne de 220 à 230 m, la Woëvre se situe entre les côtes de Meuse et de Moselle. Cette partie de la Lorraine est peu boisée. On y trouve notamment des chênes pédonculés dont l'enracinement est assez superficiel, ce qui est un atout important sur un sol humide.

### Hydrographie
Le réseau hydrographique est important et alimente le lac de Madine. Une partie du réseau, principalement vers Étain a été, dès le Moyen Âge, sculptée à l'aide de digues de terre pour former progressivement des étangs exploités pour la pisciculture, mais aussi pour assainir les marécages. Ces étangs sont aujourd'hui des refuges pour de nombreuses espèces d'oiseaux, notamment migrateurs.

### Climat
La Woëvre est, avec les côtes de Moselle, l'un des secteurs les moins arrosés par les pluies en Lorraine.

### Géologie
Le sol particulièrement humide de la région est constitué de strates aquifères (grès, calcaire) séparées par des couches imperméables d'argile callovien.

## Protection environnementale
Certaines zones de la Woëvre sont inventoriées comme zones naturelles d'intérêt écologique, faunistique et floristique (ZNIEFF). Une majorité de ces espaces ont été rachetés en 1996 par le Conservatoire d'espaces naturels de Lorraine (CENL), une association créée en 1984 pour lutter en faveur de la sauvegarde des espaces sensibles en Lorraine.

## Les étangs de la Petite Woëvre

Les étangs de la Petite Woëvre ont été créés par les moines dès le Moyen Âge. Ils s'entremêlent avec des forêts, des prairies humides, des roselières et des terres cultivées. Le grand étang de Lachaussée a une superficie 325 ha.
Une grande diversité d'oiseaux fréquente le site tout au long de l'année pour la reproduction, la migration et l'hivernage. C’est un haut lieu de haltes migratoires pour la grue cendrée, les anatidés, les limicoles... et de reproduction pour les passereaux paludicoles et les ardéidés. On y rencontre également mammifères, amphibiens, plantes et insectes rares.
Reconnus zone humide d'importance internationale, les étangs de la Petite Woëvre sont inscrits sur la liste des sites Ramsar de France depuis 1991.

## Toponymie
Du gaulois -vabero, vobero, « bois, ruisseau, terre autrefois humide », en bas latin : Vavra, Vevra, Wavra, Wevra, signifiant « terrain à broussailles et à petits bois », de vepres, « broussailles » ; nommé ainsi sans doute par opposition au pays voisin des bois profonds, l’Ardenne.
En allemand : Waber, Wawart et Waberwald.

## Histoire
C'est dans ce domaine que Dagobert II établit sa résidence et fut assassiné.
Quelques batailles militaires de la Première Guerre mondiale se sont déroulées dans la Woëvre.
« Le reflet du soleil resplendit dans l'eau du fossé, traverse les prés d'un long scintillement où les trous d'obus accrochent des taches éblouissantes. La Woëvre s'enveloppe de brume nacrée, elle monte, légère, vers le ciel bleu pâle. Le sol soudain manque, je me retrouve assis dans la boue, à deux pas d'un rondin dont je considère l'épaisseur avec un effroi rétrospectif. » Maurice Genevoix, le 30 octobre 1914.

## Galerie photos

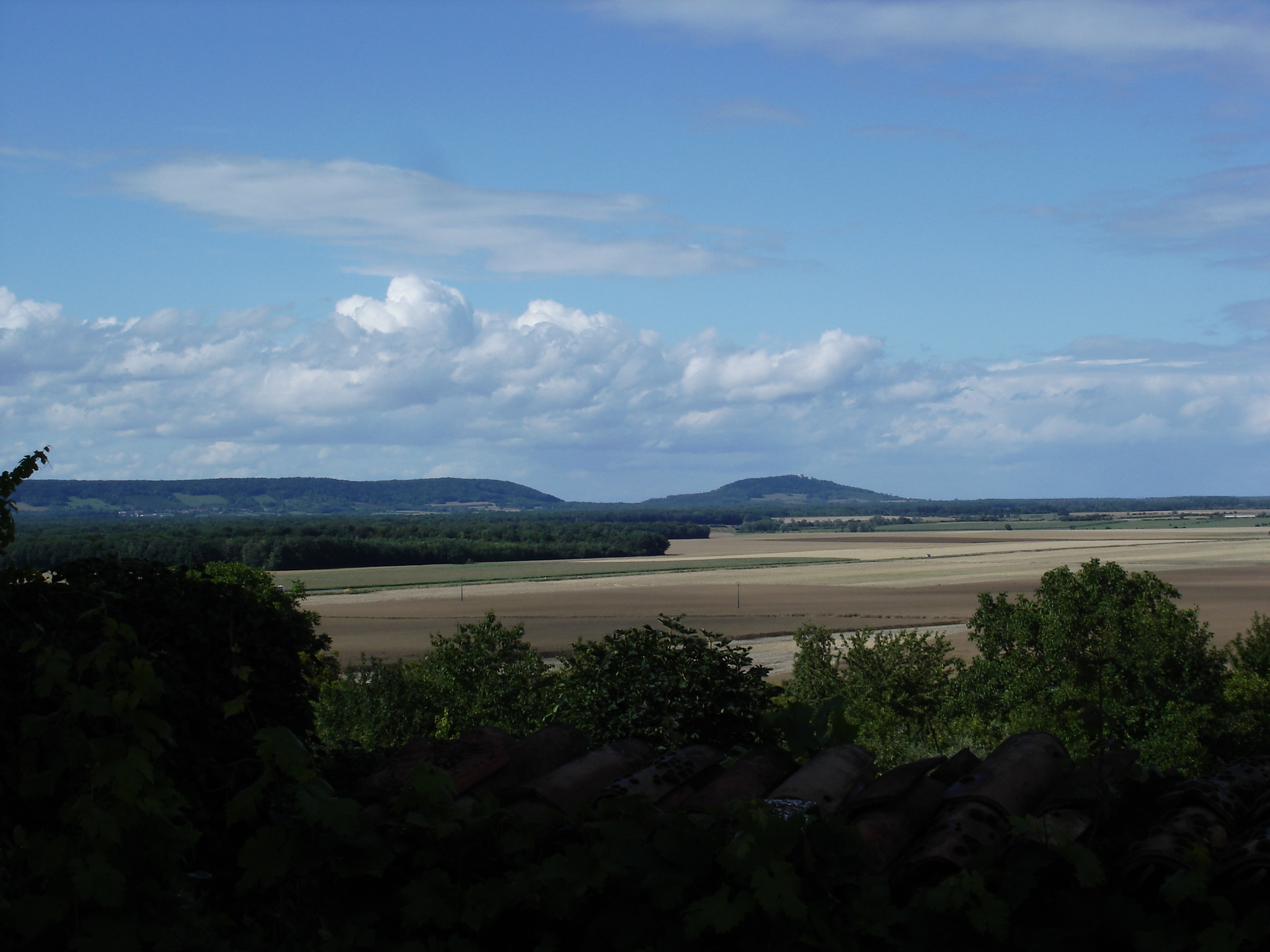
La Woëvre et la butte de Montsec depuis Gironville-sous-les-Côtes.
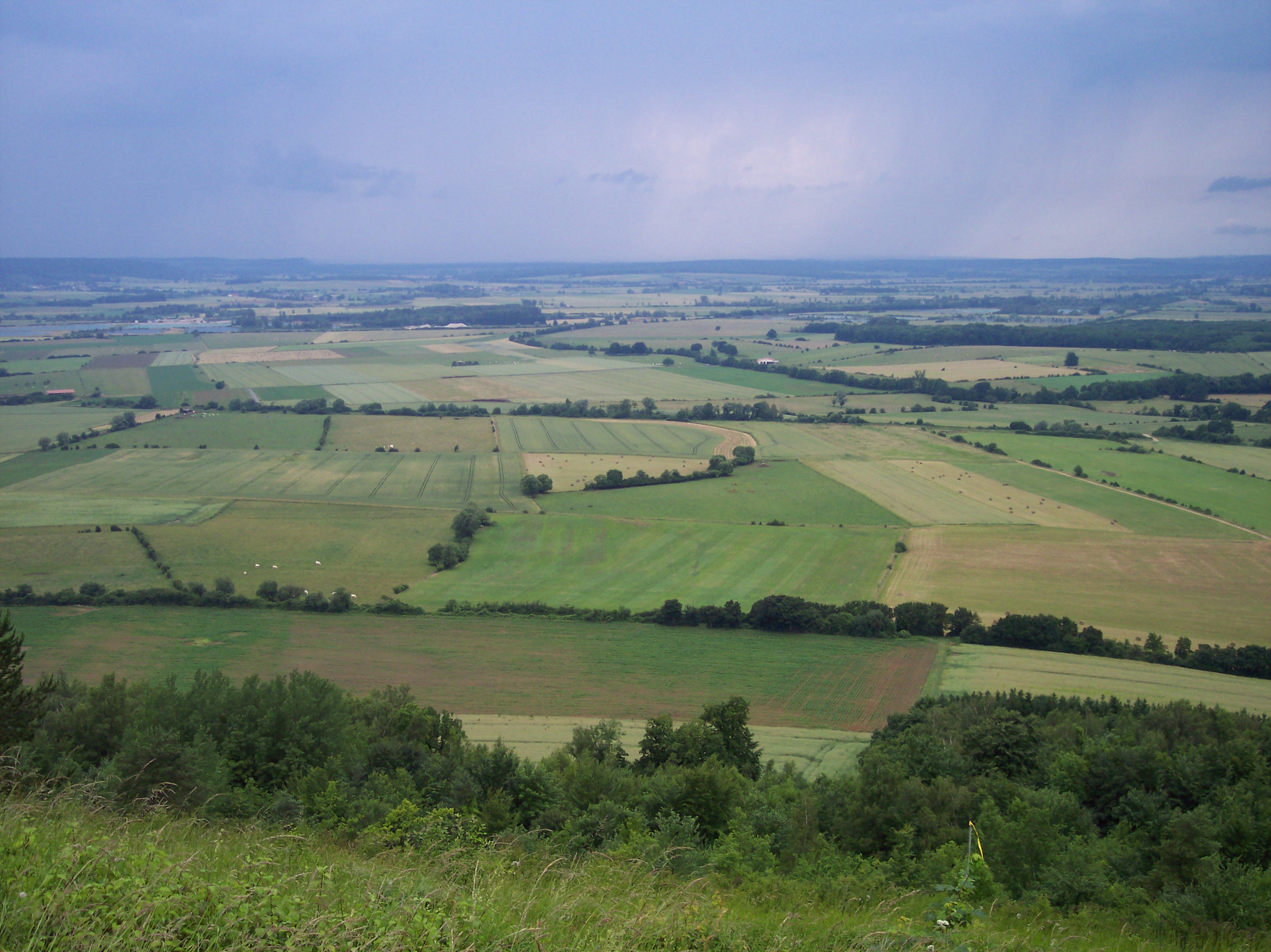
La Woëvre sous l'orage près de Mouzay (vue depuis la côte Saint-Germain, butte-témoin).
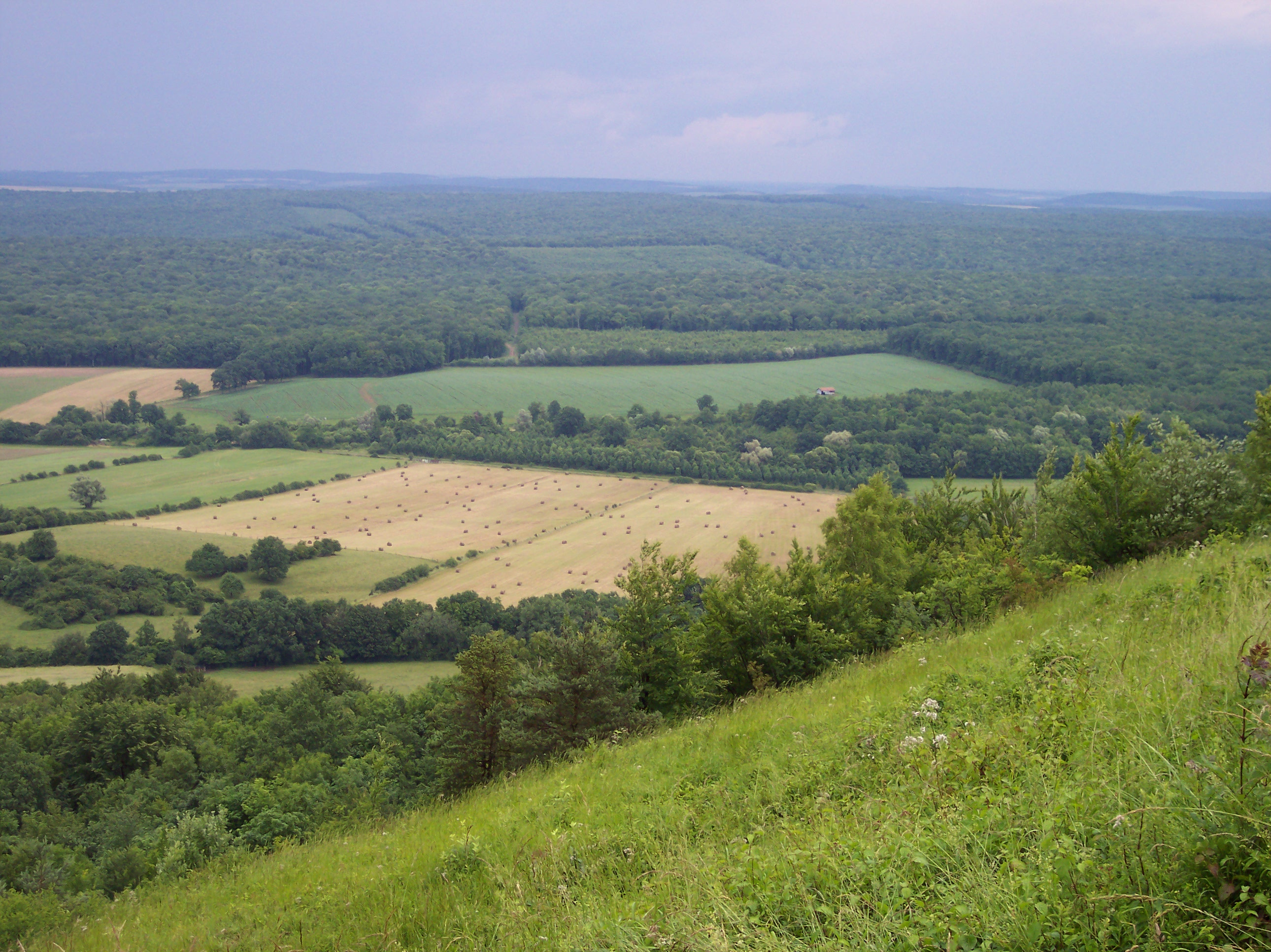
La forêt de Woëvre près de Mouzay (vue depuis la côte Saint-Germain, butte-témoin).